# Una canzone che non so
Una canzone che non so è un singolo del cantautore italiano Gazzelle, pubblicato il 31 ottobre 2019 estratto dall'album Post Punk.

## Video musicale
In concomitanza con il lancio del singolo, Gazzelle ha pubblicato il video ufficiale diretto dai Bendo attraverso il proprio canale YouTube. Il video, che vede come protagonista l'attore Eduardo Valdarnini, ruota attorno ad una situazione che tutti noi abbiamo vissuto almeno una volta nella vita: prepararsi ad una conversazione importante.

## Classifiche
| Classifica (2019)     | Posizione massima |
| --------------------- | ----------------- |
| Italia                | 25                |
| Italia (indipendenti) | 2                 |